# Strophiona laeta
Strophiona laeta là một loài bọ cánh cứng trong họ Cerambycidae.